# ブライアーウッド駅
ブライアーウッド駅（ブライアーウッド-ヴァン・ウィック・ブールバード駅、ヴァン・ウィック・ブールバード駅とも）はクイーンズ区ブライアーウッドのメイン・ストリート、84番ドライブ、ヴァン・ウィック・エクスプレスウェイ及びクイーンズ・ブールバード交差点に位置するニューヨーク市地下鉄INDクイーンズ・ブールバード線の駅である。E系統が平日日中を除く終日、F系統が終日停車する。

## 歴史
当駅は1937年4月24日にキュー・ガーデン-ユニオン・ターンパイク駅から169丁目駅まで延伸された際に開業した。
駅は当初、ヴァン・ウィック・ブールバード駅だった。その後アーチャー・アベニュー線が開業、ジャマイカ-ヴァン・ウィック駅との混乱を避ける意味で1998年にブライアーウッド-ヴァン・ウィック・ブールバード駅に改称された。その後、2015年4月17日に現在のブライアーウッド駅に改称された。
駅は約990万ドルかけて改装を行った。2011年に、付近のインターチェンジの工事のため北側の階段が廃止され、南側の階段は残った。メイン・ストリートにあるアークビショップ・モリー高校の隣に新しい入り口が建てられている。同じ歩道側の別の出口は2010年以来閉鎖されていた。現在はクイーンズ・ブールバードとヴァン・ウィック・エクスプレスウェイの交差点南側にもう1つ階段が設置されている。
2010年に開始された改装は、2016年までの予定で新しいエレベーターの入口を設置し、改札階の通路の拡幅を行った。しかし、新しいメイン・ストリート出口の開設が延期され、2012年8月から2013年10月に、さらに2014年3月に延期されたことを含め、多くの遅れがあった。鉛ペイントを取り外す必要があり、約30万ドルを費やした。建設中に計画が変更され、170万ドル費やした。新しいメイン・ストリートの出口は、その後2014年2月に移動され、2014年5月に再び新しい入口が開かれた後にエレベータの工事が開始された。エレベーターは2014年後半または2015年初めに完成する予定だった。2014年12月にクイーンズ・ブールバードとメイン・ストリートの北西に新しい階段の入口が開業した。2017年5月、新しいエレベーター入口が設置された。階段の入口は2014年12月に開業した。エレベーターは地上階と改札階の間のみ設置され、ホームには接続していないためADAに対応しているのは地上階から改札階のみとなっており完全なADA対応駅ではない。ただし、2020年-2024年のMTA投資計画では改札階からホーム階までのエレベーター設置が予定されている。

## 駅構造
| G          | 地上階                         | 出入口 |
| M          | 改札階                         | 改札、詰所、メトロカード自動券売機 |
| P ホーム階 | 相対式ホーム、右側の扉が開く。 | 相対式ホーム、右側の扉が開く。 |
| P ホーム階 | 南行緩行線                     | ← 夜間・週末：ワールド・トレード・センター駅行き (キュー・ガーデン-ユニオン・ターンパイク駅) ← コニー・アイランド-スティルウェル・アベニュー駅行き (キュー・ガーデン-ユニオン・ターンパイク駅) |
| P ホーム階 | 南行急行線                     | ← 平日：通過 |
| P ホーム階 | 北行急行線                     | → 平日：通過 → |
| P ホーム階 | 北行緩行線                     | → 夜間・週末：ジャマイカ・センター-パーソンズ/アーチャー駅行き (ジャマイカ-ヴァン・ウィック駅) → → ジャマイカ-179丁目駅行き (サットフィン・ブールバード駅) →                                   |
| P ホーム階 | 相対式ホーム、右側の扉が開く。 | |

駅は相対式ホーム2面4線の駅で、駅のタイルには開業当時の駅名である"VAN WYCK BLVD."と書かれている。柱は青色となっている。改札はホームごとに分かれており、入場後に反対側のホームと行き来するためには改札を出なければならない。
駅の西でジャマイカ車両基地への連絡線が分岐し、東でINDアーチャー・アベニュー線が分岐する。

### 出口

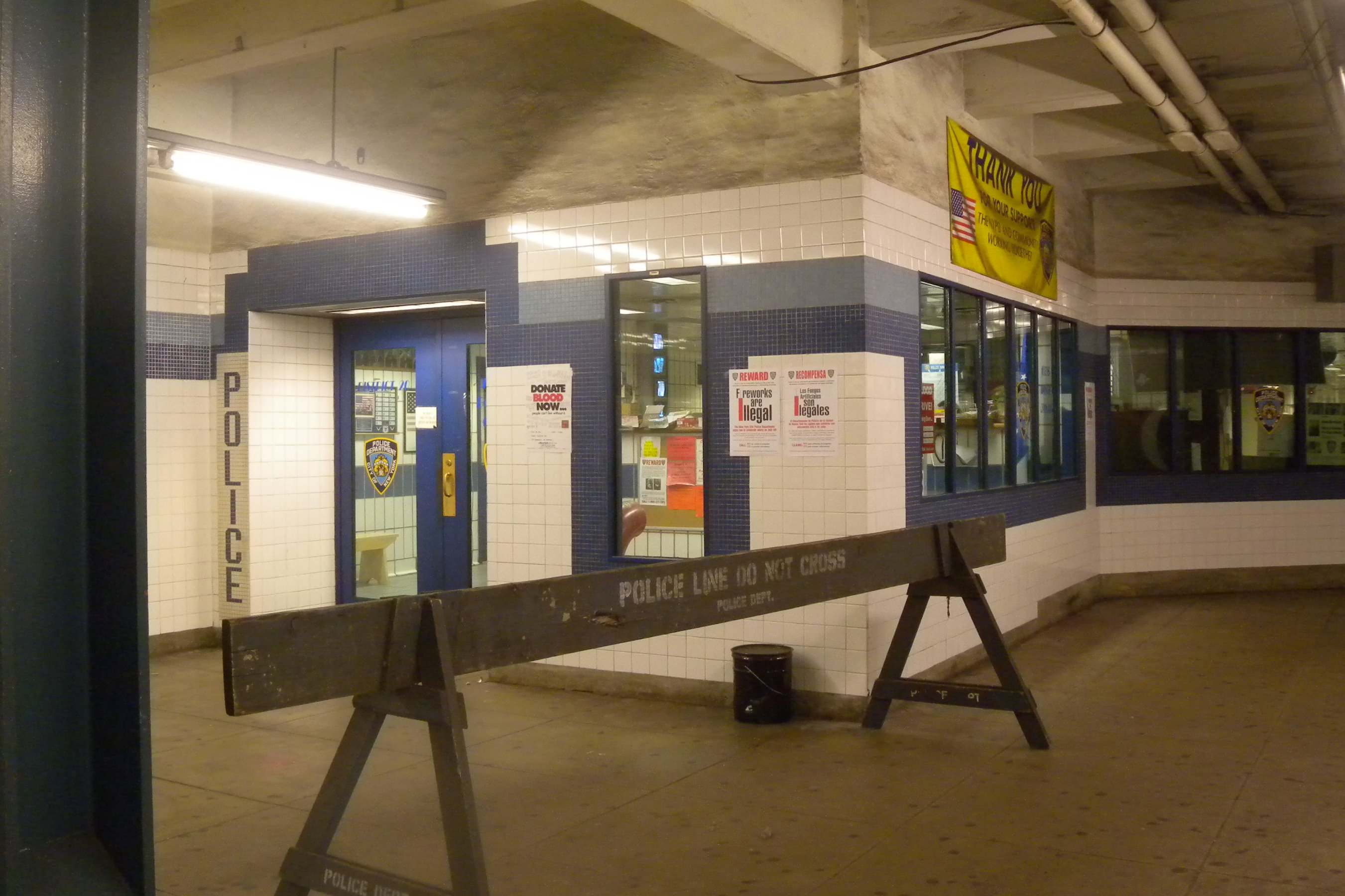
警察の詰所

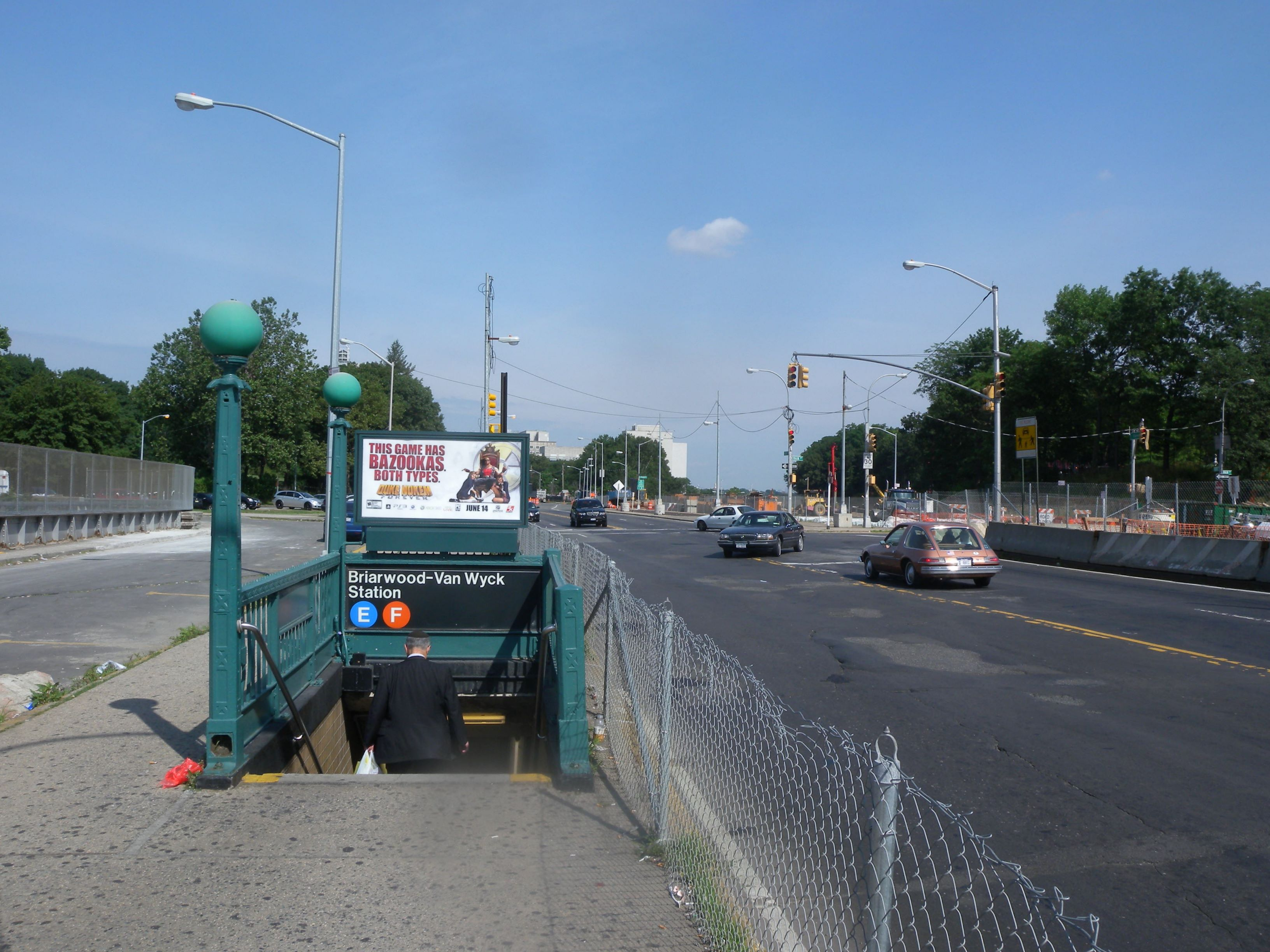
2011年に廃止された階段

改札からメイン・ストリートとクイーンズ・ブールバードの交差点へ長い連絡通路が接続しており、クイーンズ・ブールバード北側にエスカレーターとエレベーターがあり、階段が1つ設置されている。このほかクイーンズ・ブールバード中央分離帯内に階段が1つある。

## 大衆文化の中で
1998年の映画星の王子 ニューヨークへ行くで、エディー・マーフィーが演じるキャラクター（アキーム）が彼と結婚し、アフリカの架空の王国であるザムンダに行くという彼の愛の関心を説得しようとしている。彼は彼女を駅で追いついた。アキームがターンスタイルをジャンプすると、"Van Wyck Boulevard"をトークンブースの上の背景で見ることができる。彼らは列車に乗り、次の停車駅であるサットフィン・ブールバード駅で降りる。しかし、このシーンは、実際にはブルックリン区のホイト-スカーマーホーン・ストリーツ駅の未使用のホームと線路で撮影された。